# Secret World (Lied)
Secret World ist ein Lied des britischen Pop-Rock-Musikers Peter Gabriel aus dem Jahr 1992.

## Entstehung und Veröffentlichung
Secret World wurde während der Aufnahmen zu dem Album Us in den Real World Studios in Box, Wiltshire aufgenommen und am 27. September 1992 auf diesem Album veröffentlicht. Es erschien außerdem in den USA als Promo-Single mit der Album-Version und dem Radio Edit. Gabriel benannte seine Secret World Tour von 1993 bis 1994 nach dem Song, der als letzter Song seines Hauptsets diente und dort erstmals live gespielt wurde. Bei diesen Auftritten nach einer Inszenierung des frankokanadischen Regisseurs Robert Lepage mit dem von Rolf M. Engel von dem Atelier Markgraph in Frankfurt am Main entworfenen Bühnenbild wurden Bilder von Möbeln und Gesichtern auf eine sich drehende Leinwand über der Hauptbühne projiziert, die mit einem Förderband ausgestattet war, das unter anderem ein Gepäckstück transportierte. Am Ende des Liedes öffnete Gabriel den großen Koffer, der sich über einer Falltür befand, so dass jeder Musiker hineingehen und verschwinden konnte. Von 1993 bis 2016 war Secret World ein fester Bestandteil von Gabriels Live-Auftritten. Der Song erschien erstmals als Liveaufnahme auf seinem Secret World Live-Livealbum und dem Secret World Live-Konzertfilm; er diente auch als Untertitel für Gabriels Multimedia-Computerspiel auf CD-ROM Xplora1: Peter Gabriel’s Secret World.
Bei der Growing Up Tour 2002 und 2003 in Nordamerika und Europa wurde das Lied wieder gespielt. In einem Konzertbericht über seinen Auftritt im Target Center in Minneapolis erwähnte Jon Bream von der Tageszeitung Star Tribune Gabriels Choreografie während des Songs, bei der er mit einem Tamburin über die Bühne hüpfte und wirbelte und hinter seinem Keyboard hüpfte, während ein riesiger Luftballon von oben herabfiel. Diese Performance wurde auf dem Livealbum Growing Up Live und dem gleichnamigen Konzertfilm veröffentlicht. Das Lied wurde auch am 23. November 2003 bei einem exclusiven Konzert für Mitglieder von Peter Gabriels Full Moon Club in dem Big Room, dem größten Aufnahmeraum der Real World Studios live gespielt. Das Konzert wurde beginnend mit dem 24. April 2024 auf Gabriels Bandcamp-Kanal für die Abonnenten stückweise veröffentlicht. Am 27. Juni 2025 erschien diese Aufnahme des Songs mit dem Livealbum In the Big Room allgemein zum Download und Streaming. Bei der anschließenden Still Growing Up Tour von 2004 wurde es weiter gespielt und als Audio-Veröffentlichung in den Encore Series und dem Konzertfilm Still Growing Up: Live & Unwrapped veröffentlicht.
Gabriel sang den Song auch 2007 während seiner Warm Up Tour 2007 in Europa, die anlässlich des 25-jährigen Jubiläums von WOMAD auch in Wiltshire Halt machte. Davon wurden Aufnahmen in den Encore Series dieser Tournee veröffentlicht. Bei der Latin American Tour – Live 2009 wurde Secret World auch gespielt und Aufnahmen in den Encore Series dieser Tournee veröffentlicht.
In der Mitte von Gabriels orchestraler New Blood Tour 2011 wurde „Secret World“ in die Setlist aufgenommen. John Metcalfe, der während dieser Tournee als Orchesterdirigent und Arrangeur fungierte, erinnerte sich daran, dass er zwischen den Tourdaten Schwierigkeiten hatte, ein geeignetes Orchesterarrangement für den Song zu finden.
Das Lied wurde auch auf der Back to Front Tour von 2012 bis 2014 gespielt und kehrte zu seinem nicht-orchestralen Arrangement zurück und wies eine konventionellere Instrumentierung auf, die von Mitgliedern von Gabriels 1986–1987 tourender Band bereitgestellt wurde und wurde in den Encore Series sowie dem Konzertfilm bzw. Livealbum Back to Front: Live in London veröffentlicht.
Zuletzt live gespielt wurde Secret World bis 2024 bei der gemeinsamen Rock Paper Scissors Tour. mit Sting in Nordamerika 2016. Auf Gabriels i/o-Tour im Jahr 2023 wurde Secret World nicht gespielt.

## Musik
Instrumental beginnt der Song mit dem, was der Musikkritiker Durrell Bowman als „sanfte, rhythmische Keyboards und Gitarren“ beschrieb, die in eine eher schlagzeugorientierte Komposition übergehen. Die Bridge des Songs enthält Bassläufe von Tony Levin und dokumentiert textlich den Zusammenbruch von Gabriels romantischen Beziehungen durch die lyrische Metapher eines bröckelnden Hauses. Das Lied basiert auf einem eindringlichen Schlagzeug-Pattern mit Gabriels melodischem Gesang über einigen Piano-Akkorden und einem Gitarren-Arpeggio von Daniel Lanois. Tony Levin trug einen mit seinen speziellen Funk Fingers (Drumsticks an seinen Fingern befestigt) gespielten E-Bass bei. Die Klangtextur ist dicht, voll von Klängen und Instrumenten, darunter ein echtes und ein Synthesizer-Cello und Gabriel steuert eine mexikanische Flöte bei. Das Lied ist voll von unerwarteten Lautstärkesprüngen und markanten, klingenden Keyboard-Sounds. Gegen 5:00 Uhr wird der Song plötzlich ruhiger, bevor er mit einem rein instrumentalen Ende ausklingt.

## Inhalt und Bedeutung
Gabriel schrieb Secret World nach der Auflösung seiner Ehe mit Jill Gabriel und seiner Trennung von Rosanna Arquette. Er sagte, der Song handele „von der privaten Welt, die zwei Menschen bewohnen, und den privaten Welten, die sie als Individuen innerhalb dieses Raums bewohnen“.
Der Liedtext von Secret World befasst sich mit der Komplexität einer heimlichen Beziehung und erforscht Themen wie versteckte Liebe, Selbstentdeckung und die Illusionen, die wir uns machen. Der Song beginnt damit, dass der Erzähler an einem „ungeschützten Ort“ („unsheltered place“) steht, eine Metapher für Verletzlichkeit und Bloßstellung. Diese Umgebung ermöglicht es ihm, „das Gesicht hinter dem Gesicht“ („the face behind the face“) zu sehen, was auf ein tieferes Verständnis seines Partners und vielleicht auch seiner selbst hindeutet. Die Formulierung „alles, was vorher war, hatte keine Spuren hinterlassen“ („all that had gone before had left no trace“) impliziert, dass vergangene Erfahrungen ausgelöscht wurden und Platz für ein neues, geheimnisvolles Kapitel in ihrem Leben gemacht haben. Das immer wiederkehrende Bild des „Abstellgleises“ („railway siding“) dient als Metapher für einen Ort des Übergangs und der Geheimhaltung. Es ist ein versteckter Ort, an dem die Liebenden vor neugierigen Augen zusammenstoßen können. Der Text „Wo immer wir die Liebe versteckten, woran dachten wir da?“ („In all the places we were hiding love, what was it we were thinking of?“) spiegelt ein Gefühl der Verwirrung und Selbstbeobachtung wider und hinterfragt die Motive und Konsequenzen ihres geheimen Handelns. Das Lied berührt auch die Idee der Wahl und der Verantwortung, wie in den Zeilen „Dachtest du, du müsstest es nicht auswählen, dass ich allein es gewinnen oder verlieren könnte.“ („Did you think you didn't have to choose it, that I alone could win or lose it.“). Dies deutet auf eine gemeinsame Verantwortung in der Beziehungsdynamik hin. Gabriel verwendet biblische Anspielungen wie „zweigeteilt wie Adam und Eva“ („divided in two, like Adam and Eve“), um die Dualität und den inhärenten Konflikt innerhalb der Beziehung hervorzuheben. Das „Haus des Scheins“ („house of make believe“) symbolisiert die zerbrechliche, konstruierte Realität, in der sie leben, die „bröckelt“ („crumbling“), während die „Treppen stehen“ („stairways stand“). Diese Bildsprache unterstreicht die Instabilität und Unbeständigkeit ihrer geheimen Welt. Das Lied schließt mit einem Gefühl der Einheit und Akzeptanz: „Ohne Schuld und Scham, ohne Kummer und Schuld, was immer es ist, wir sind alle gleich“ („With no guilt and no shame, no sorrow or blame, whatever it is, we are all the same“), was darauf hindeutet, dass es trotz der Komplexität und der verborgenen Aspekte eine grundlegende menschliche Verbindung gibt, die sie zusammenbindet.

## Artwork
Das Artwork zu Secret World von Rebecca Horn zeigt offenen weitgehend leeren älteren Reisekoffer. Gabriel lud Rebecca Horn ein, das Kunstwerk für das Lied Secret World zu entwerfen, das später in die Liner Notes des Albums Us aufgenommen und 1993 auf der London Contemporary Art Fair ausgestellt wurde. Nachdem sie den Song zum ersten Mal gehört hatte, kaufte Horn auf einem Flohmarkt in Berlin einen Koffer und befestigte verschiedene Objekte an dessen Innenseite, darunter einen Geigenbogen, ein Fernglas und eine Vorrichtung mit Federn, die einem Schmetterling ähnelte.

## Mitwirkende
(Quellen:)

### Musiker
- Malcolm Burn – zusätzliches synthetisches Cello
- Peter Gabriel – Hauptgesang, Begleitgesang, Keyboards, Bass-Keyboard, mexikanische Flöte
- Manu Katché – Elektronisches Schlagzeug, Perkussion
- Daniel Lanois – E-Gitarre, Dobro
- Caroline Lavelle – Cello
- Tony Levin – Bassgitarre
- Doudou N’Diaye Rose – Trommel-Loops
- David Rhodes – E-Gitarre, Begleitgesang

### Technisches Personal
- Richard Blair – Tonaufnahme-Assistent
- Malcolm Burn – zusätzliche Produktions-Ideen
- David Botrill – Tonaufnahme, Programmierung
- Peter Gabriel – Liedtext, Komposition, Produktion, Programmierung
- Rebecca Horn – Artwork
- Daniel Lanois – Produktion
- Doudou N’Diaye Rose – Programmierung

## Rezeption

### Rezensionen
Bei seiner Veröffentlichung erhielt Secret World gemischte Kritiken von Musikkritikern. David Browne von der US-amerikanischen Zeitschrift für Unterhaltungskultur Entertainment Weekly war der Meinung, dass der Song eine „klimatische, aber triste siebenminütige Ballade“ war, die mit Klischees gespickt war. Greg Kot von der US-amerikanischen Zeitschrift für Popkultur und Rockmusik Rolling Stone war der Meinung, dass Secret World einer der Songs auf dem Album Us war, der „Musik für Dritte-Welt-Flughäfen ähnelte, wenig mehr als Übungen in ambienter Atmosphäre“. Karla Peterson von der US-amerikanischen Tageszeitung Oxnard Press-Courier war der Meinung, dass die „ruhigen Schlussakkorde des versöhnlichen Secret World“ zum persönlichen und introspektiven Charakter von Us beitrugen.
In einem Rückblick bezeichnete Stephen Thomas Erlewine von der Musik-Website AllMusic den Song als „ruhige Hymne“. Ryan Reed von der US-amerikanischen Musik-Website Ultimate Classic Rock war der Meinung, dass der Song live besser zur Geltung käme und lobte besonders die Version auf Secret World Live. In seinem Buch Without Frontiers: The Life and Music of Peter Gabriel schrieb Daryl Easlea, dass das Lied Secret World „möglicherweise das Größte ist, was er (Gabriel) je geschrieben hat, und sicherlich auf einer Stufe mit seinen größten Erfolgen steht“.
Die eindringliche Melodie und der introspektive Text des Songs sind nach der Musik-Website Lyrics Layes eine ergreifende Erkundung der verborgenen Dimensionen der Liebe und machen Secret World zu einer fesselnden Erzählung von emotionaler Tiefe und Komplexität.

### Chartplatzierungen
Secret World erreichte Platz 34 der Billboard Album Rock Tracks Charts und die Canadian Top Singles Charts.